# DigiBarn Computer Museum
DigiBarn Computer Museum lub DigiBarn – muzeum historii komputerów mieszczące się w Stanach Zjednoczonych w Boulder Creek hrabstwa Santa Cruz stanu Kalifornia.
Siedzibą muzeum jest budynek starej stodoły (stąd nazwa – „cyfrowa stodoła”). Kolekcja muzeum zawiera małe systemy i mikrokomputery oraz superkomputery, w tym egzemplarz superkomputera Cray-1. Odwiedzający mogą dotykać eksponatów i pracować na nich, np. ładować oprogramowanie do maszyn cyfrowych.